# Gunung Badak
Gunung Badak är ett berg i Indonesien.   Det ligger i provinsen Aceh, i den västra delen av landet, 1 500 km nordväst om huvudstaden Jakarta. Toppen på Gunung Badak är 1 916 meter över havet, eller 201 meter över den omgivande terrängen. Bredden vid basen är 2,7 km.
Terrängen runt Gunung Badak är bergig åt nordväst, men åt sydost är den kuperad.  Trakten runt Gunung Badak är nära nog obefolkad, med mindre än två invånare per kvadratkilometer. Det finns inga samhällen i närheten. I omgivningarna runt Gunung Badak växer i huvudsak städsegrön lövskog.